# Мох Nox
«Мох Nox» — дитяча повість Тані Малярчук видана 2018 року у «Видавництві Старого Лева».

## Опис книги
У книжці «Nox Mox» Тані Малярчук дружба виникає у світі майбутнього. Тут вже немає людей, на руїнах закинутого міста живуть фантастичні істоти — птеропуси, які вважають себе всемогутніми володарями світу. Птеропуси не цікавляться тими, хто жив у цьому світі перед ними, хто будував дороги, театри, будинки, що сталося з тими істотами та куди вони зникли. Птеропуси мають легенду про свого предка, ненаситного Вульпеса, віру в чудові манґрові сади, у які можна потрапити після смерті, та особливу реліквію — засушене манго. Усіх влаштовують ті знання та готові «істини», лише юна Тереза прагне дізнатися більше, полетіти за гірський хребет і побачити світ за межами зруйнованого міста. Прагнення Терези не розуміють її родичі і однолітки, але вона знаходить дружбу та підтримку в миша-пергача Лео, істоти, яку зневажають і вважають «нижчою» за себе усі птеропуси.

## Назва
Фраза «Nox Mox» перекладається як «ніч іде», такий напис зберігся на одному з старих міських графіті. Птеропуси люблять ніч, бо вони не можуть літати при сонячному світлі. Водночас ніч, темрява — це метафора до незнання, до чогось депресивного і безнадійного.

## Ідея
«„MOX NOX“ я вигадала, коли лежала хвора в київському готелі під час презентаційного туру із романом „Забуття“. Презентацію в Житомирі довелося відмінити, температура підскочила до сорока, я марила, і тоді, власне, в голові спалахнула картинка: сіро-чорний урбаністичний ландшафт і вогняна лисиця, яка тут живе, в неприродному для себе середовищі, — самотня, розгублена, в кінці всіх часів. Потім я ще довго носилася з тією лисицею, кілька разів починала писати про неї дорослу книжку, поки врешті не зрозуміла, що, аби здійснити свій задум, мушу сама ступити в неприродну для себе стихію, наприклад, в дитячу прозу. Лисиця врешті змінила свій зовнішній вигляд, отримала крила і стала фрукторіанкою», — слова авторки.

## Критика
Окрім захопливої фантастичної історії вона залишає багато простору для роздумів і бесід з дитиною. Чи справді майбутнє людства таке, як «передбачила» авторка, люди знищать людей, чи зможуть вчасно зупинитися перед «темрявою»? Варто відкривати нові знання, чи легше жити в солодких мріях? Хоча в «Nox Mox» багато смутку, і навіть ілюстрації Каті Слонової підкреслюють чорноту та безнадію того фантастичного світу, останні сторінки книжки дарують читачу та Терезі велику радість, радість від зустрічі з другом.

## Цитати
- «Кожен занепад дає дорогу новому розквіту, — любив повторювати Геродот, але мені здавалося, що неможливо розквітнути, не знаючи, що ж занапастило твоїх попередників».
- «Шукай манґрові ліси в самій собі, — сказав був якось навчитель мертвих мов Фе дір Сосюра…».
- «Ніхто не був готовий шукати манґрові сади, мріяти про них було значно зручніше».
- «Знищують не знання, а невігластво. Знищує страх заперечити більшості, коли вона чинить зло».

## Нагороди
2018 — повість «Mox nox» отримала спецвідзнаку в номінації «Політ в дитліт» в «Топ БараБуки».
2018 — книжка «MOX NOX» увійшла до каталогу «Білі круки 2018» («White Ravens 2018»).